# منتخب تونس لكرة القدم الأمريكية
منتخب تونس لكرة القدم الأمريكية (بالإنجليزية: Tunisia national American football team )‏ هو ممثل تونس الرسمي في المنافسات الدولية في كرة القدم الأمريكية . تأسس في 2017.